# Gyalectaria
Gyalectaria is een geslacht van korstmossen behorend tot de familie Coccotremataceae. De typesoort is Coccotrema antarcticum.

## Geslachten
Volgens Index Fungorum telt het geslacht drie soorten (peildatum december 2021):
| Soortnaam                | Auteur(s)                                                       | Publicatiejaar |
| ------------------------ | --------------------------------------------------------------- | -------------- |
| Gyalectaria diluta       | (Björk, G. Thor & T.B. Wheeler) I. Schmitt, T. Sprib. & Lumbsch | 2010           |
| Gyalectaria gyalectoides | (Vězda) I. Schmitt, Kalb & Lumbsch                              | 2010           |
| Gyalectaria jamesii      | (Kantvilas) I. Schmitt, Kalb & Lumbsch                          | 2010           |